# Hycleus apicicornis
Hycleus apicicornis là một loài bọ cánh cứng trong họ Meloidae. Loài này được Guérin-Ménéville miêu tả khoa học năm 1847.